# Pomeni imen asteroidov: 74001–75000
Pregled pomenov imen asteroidov (malih planetov) od številke 74001 do 75000, ki jim je Središče za male planete dodelilo številko in so pozneje dobili tudi uradno ime  v skladu z dogovorjenim načinom imenovanja. Pregled je preverjen z Schmadelovim “Slovarjem imen malih planetov” (“Dictionary of Minor Planet Names”). 
Pregled pojasnjuje izvor oziroma pomen imen asteroidov, ki ga je priznala Mednarodna astronomska zveza (IAU). Nekateri asteroidi imajo imajo dodatno pojasnilo o izvoru imena, ki pa vedno ni popolnoma zanesljivo (oznaka “†” ali “‡“). 
| Ime              | Začasna oznaka | Izvor imena                                                                                             |
| 74001–74100      | 74001–74100    | 74001–74100                                                                                             |
| 74101–74200      | 74101–74200    | 74101–74200                                                                                             |
| 74201–74300      | 74201–74300    | 74201–74300                                                                                             |
| 74301–74400      | 74301–74400    | 74301–74400                                                                                             |
| 74401–74500      | 74401–74500    | 74401–74500                                                                                             |
| 74501–74600      | 74501–74600    | 74501–74600                                                                                             |
| ---------------- | -------------- | --- |
| 74509 Gillett    | 1999 FG7       | Frederick C. Gillett, ameriški astronom, ki se ukvarja z astronomijo v infrardečem področju †           |
| 74601–74700      |                | |
| 74625 Tieproject | 1999 RR34      | Nasin projekt Teleskop v vzgoji (Telescopes In Education) † Arhivirano 2008-10-12 na Wayback Machine. ‡ |
| 74701–74800      |                | |
| 74801–74900      |                | |
| 74824 Tarter     | 1999 TJ16      | Jill C. Tarter, ameriški radioastronom †                                                                |
| 74901–75000      |                | |

| Predhodnik: 73001–74000 | Pomeni imen asteroidov Seznam asteroidov (74001-74250) Seznam asteroidov (74251-74500) Seznam asteroidov (74501-74750) Seznam asteroidov (74751-75000) | Naslednik: 75001–76000 |